# Cnestis racemosa
Cnestis racemosa là một loài thực vật có hoa trong họ Connaraceae. Loài này được G.Don mô tả khoa học đầu tiên năm 1832.